# Stereopony
Stereopony (jap. ステレオポニー Sutereoponī) – japoński zespół rockowy powiązany z wytwórnią Sony Records. Ich utwory można usłyszeć w anime Bleach („Hitohira no Hanabira”), Mobile Suit Gundam 00 („Namida no Mukō”) i Darker than Black: Ryūsei no Gemini („Tsukiakari no Michishirube”) oraz w filmie Yattāman („Smilife”).

## Skład zespołu
- Aimi Haraguni – ur. 4 września 1990 roku w mieście Naha w prefekturze Okinawa. 
-Grupa krwi A. 
-Wzrost 148 cm. 
-Gra na gitarze i śpiewa.

- Nohana Kitajima – ur. 16 września 1989 roku w mieście Shimabara w prefekturze Nagasaki. 
-Grupa Krwi A. 
-Wzrost 158 cm. 
-Gra na gitarze basowej.

- Shiho Yamanoha – ur. 18 października 1990 roku w mieście Nago w prefekturze Okinawa. 
-Grupa krwi A. 
-Wzrost 158 cm. 
-Gra na perkusji.

## Historia
Stereopony zostało utworzone w 2007 r., początkowo pod nazwą Mixbox. Po wygraniu głównej nagrody na festiwalu młodych ludzi, nazwa grupy została zmieniona na Stereopony. Pierwszym sukcesem zespołu był utwór „Hitohira no Hanabira”, który to wydany w listopadzie 2008 r. zajął 25 miejsce w tygodniowym rankingu „Oricon”. Dziewczyny wydając kolejne utwory, zdobywały coraz to większe grono fanów. Podczas ich kariery występowały z innymi czołowymi japońskimi muzykami takimi jak zespół Scandal czy z solową piosenkarką Yui.
Zespół po miesięcznej przerwie spowodowanej operacją usunięcia polipa z gardła głównej wokalistki i gitarzystki zespołu (Aimi Haraguni), zapowiedział swoje przyszłe rozwiązanie. W październiku 2012 r. po ostatnim koncercie Best of Stereopony grupa oficjalnie przestała istnieć. W listopadzie ukazała się ostatnia ich płyta zatytułowana „Best of Stereopony” zawierająca kompilacje wszystkich najpopularniejszych utworów.

## Dyskografia

### Albumy
- A Hydrangea Blooms (10 czerwca 2009)
- Over the Border (9 czerwca 2010)
- More! More!! More!!! (7 grudnia 2011)
- BEST of STEREOPONY (21 listopada 2012)

### Single
- Hitohira no Hanabira (5 listopada 2008)
- Namida no Mukō (11 lutego 2009)
- I Do It (22 kwietnia 2009)
- Smilife (19 sierpnia 2009)
- Hanbunko (17 lutego 2010)
- Over Drive (12 maja 2010)
- Chiisana Mahou (8 grudnia 2010)
- Tatoeba Utaenakunattara (10 sierpnia 2011)
- Arigatou (28 września 2011)
- Stand By Me (30 maja 2012)